# Ivar F. Andrésen
Ivar Frithiof Andrésen, né le 27 juillet 1896 à Chistiana (aujourd'hui Oslo) et mort le 6 novembre 1940 à Stockholm est un chanteur d'opéra norvégien (basse). Dès les années 1920, il est célèbre comme un des plus grands interprètes des opéras de Richard Wagner à Dresde, à Berlin, mais surtout au Festival de Bayreuth, où il est connu sous le nom Ivar Andrésen.

## Biographie
Ivar Andrésen a grandi dans le même quartier que la chanteuse d'opéra Kirsten Flagstad (1895-1962) à Oslo. Il étudie à Stockholm puis à la Stilbildungs-Schule du Festival de Bayreuth, dirigée par le fils de Wagner Siegfried Wagner et à Berlin. Il fait ses débuts sur scène en 1919, à 23 ans en tant dans Aida à l'Opéra royal de Stockholm. Il y est engagé de 1921 à 1925 avant de se rendre à Dresde (1925-1931) et Berlin (1931-1931). Il chante également de 1928 à 1931 au Royal Opera House de Covent Garden (Londres) et au Festival de Glyndebourne en 1935 et 36. En 1930, il est le premier norvégien qui chante au Metropolitan Opera de New York, dans le rôle de Daland dans Der Fliegende Holländer. Il joue à New York jusqu'en 1932. En plus des rôles dans les opéras de Wagner mais aussi ceux de Mozart et Verdi.
Il se marie en 1920 avec Greta. Ils ont un fils, Toralf. Il meurt inopinément à l'âge de 44 ans. On lui doit de nombreux enregistrements en LP, réédité récemment encore en CD - aussi comme un concert et chanteur Lieder.
Son frère était le baryton Henry Alf, son neveu le politicien Thorvald Stoltenberg (né en 1931).
Aujourd'hui, en Norvège, Andrésen est probablement mieux connu, non pas comme une star de l'opéra, mais décorer orner la boîte de pastilles pour la toux « IFA », produit par la société Nidar. Depuis les années 1930, son visage est sur le paquet, avec une citation recommandant le produit pour les « chanteurs, orateurs publics, fumeurs et athlètes ».

## Festival de Bayreuth
Ivar Andresen participe au Festival de Bayreuth entre 1927 et 1936. Il y interprète notamment le rôle de Gurnemanz (Parsifal).
- 1927: König Marke (Tristan und Isolde), Gurnemanz
- 1928: König Marke, Gurnemanz
- 1930: Landgraf (Tannhäuser), Gurnemanz
- 1931: Landgraf, Hunding (Die Walküre), Gurnemanz
- 1933: Veit Pogner (Die Meistersinger von Nürnberg), Fasolt (Das Rheingold), Gurnemanz, Titurel (Parsifal)
- 1934: Veit Pogner, Fasolt, Gurnemanz
- 1936: Fasolt, Gurnemanz

## Enregistrements en CD
Lebendige Vergangenheit - Ivar Andrésen
- Arias by Jacques Halévy, Giacomo Meyerbeer, Mozart, Giuseppe Verdi, et Richard Wagner

Preiser Records CD PSR 89028
Lebendige Vergangenheit - Ivar Andrésen Vol 2
- Arias and Lieder by Meyerbeer, Richard Wagner, Carl Loewe, Richard Strauss, et Ludwig Fischer

Preiser Records CD PSR 89125

## Source de traduction
- (de) Cet article est partiellement ou en totalité issu de l’article de Wikipédia en allemand intitulé « Ivar Frithiof Andrésen » (voir la liste des auteurs).